# The Fighting Line
The Fighting Line is een korte western uit 1919 die geregisseerd werd door B. Reeves Eason.

## Rolverdeling
| Acteur         | Personage                      |
| -------------- | ------------------------------ |
| Art Acord      | Mart Long                      |
| Mildred Moore  | Mesquite Jones                 |
| Charles Newton | Hereford Jones                 |
| George Field   | Mason Dalbur aka The Llano Kid |
| Chris Enriques |                                |